# ペラヤースラウ会議 (1654年)

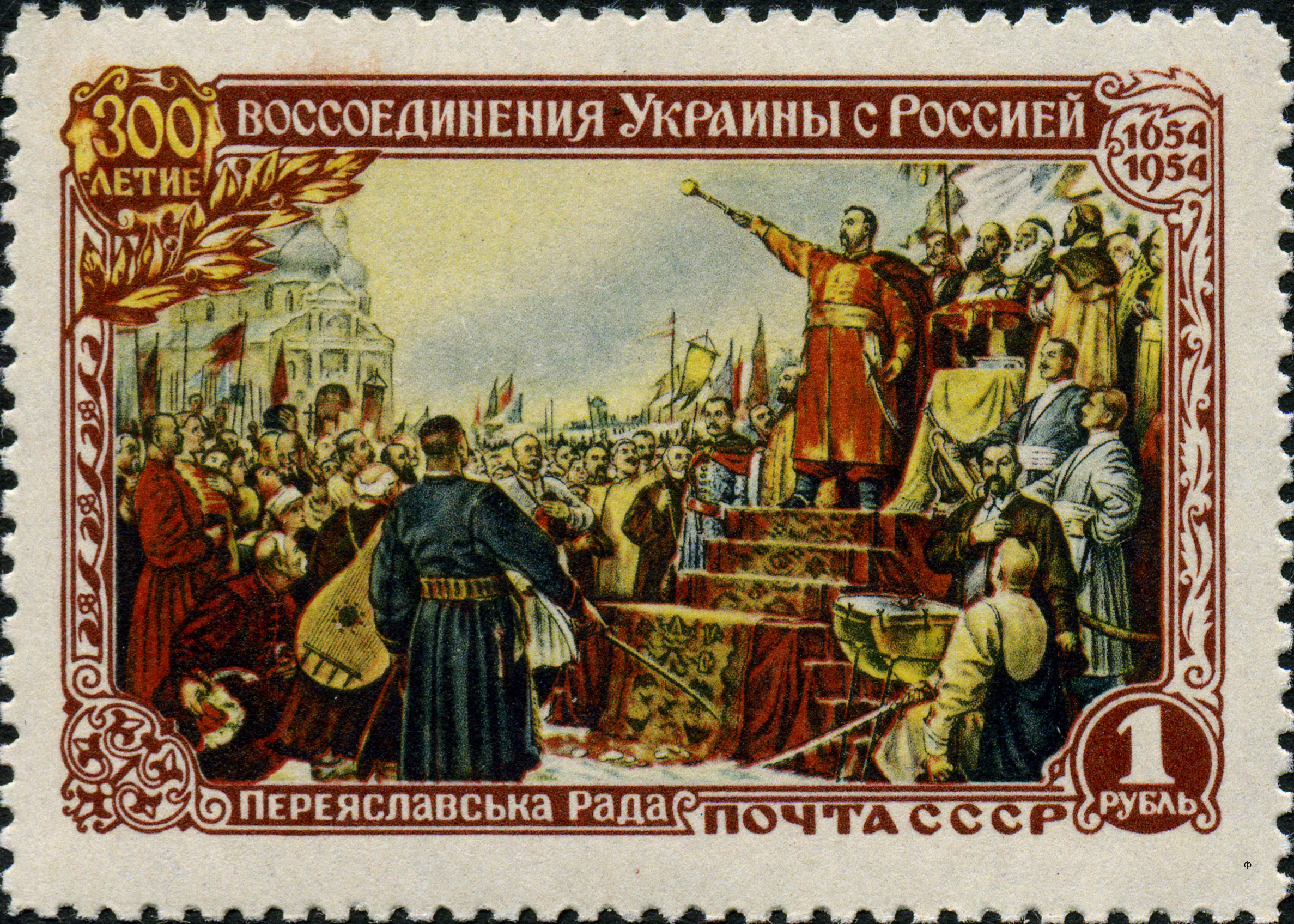
ペレヤースラウ会議におけるフメリニーツィキーの演説（ソ連時代の切手「ロシアとのウクライナの再統合300年記念」、1954年）。

ペレヤースラウ会議（ウクライナ語：Переяславська рада）は、1654年1月18日（ユリウス暦：1月8日）にウクライナのペレヤスラウにおいて、コサック国家の将軍ボフダーン・フメリニーツィキーが開催したコサックの全軍(全国)会議である。この会議では、ウクライナ・コサックがポーランドと戦うために、ロシアのツァーリから一時的保護を受けることとなった。会議の決議は、同年3月に「三月の条々」というウクライナ・ロシア条約に編入された。そのきっかけでロシアは、ポーランドからのウクライナの独立戦争に介入し、東欧における自国の勢力の拡大に成功し、18世紀末にウクライナを併合した。ロシア・ソ連の学界ではペレヤースラウ会議が「キエフ・ロシア時代以来、ロシアとのウクライナの再統合」と見なされ、ウクライナの学界ではポーランド隷属からモスクワ隷属への移行と解釈されている。

## 背景

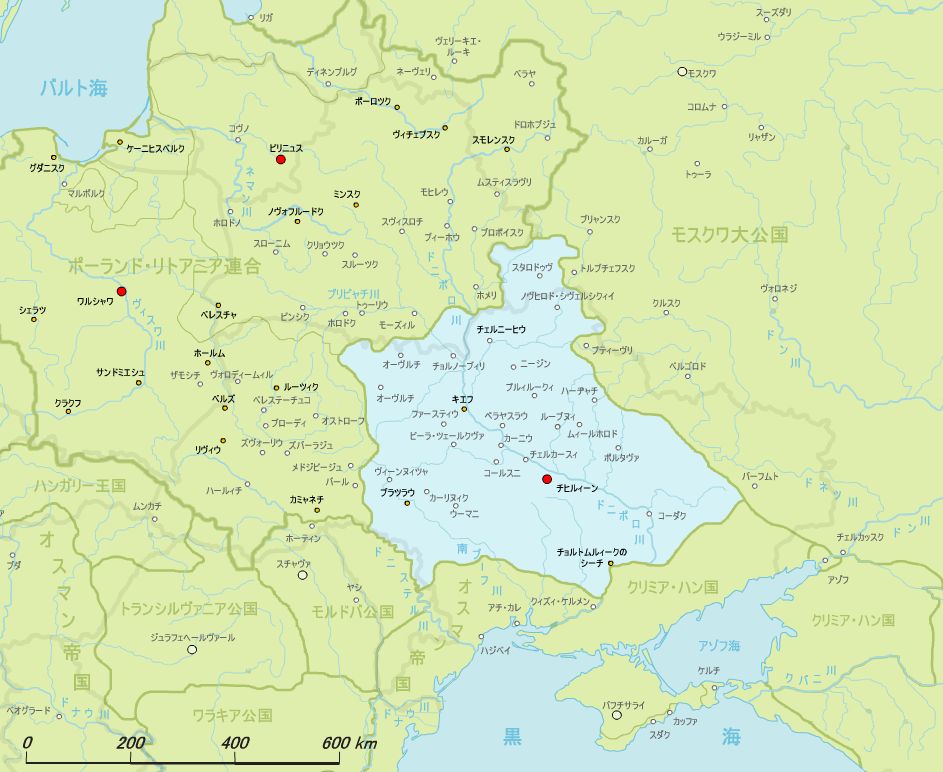
1649年-1654年におけるウクライナのコサック国家（青）。

フメリニーツィキーの乱が始まった1648年以来、ウクライナ・コサックはポーランドと戦うために隣国の中から同盟者を求めていた。1648年から1653年にかけてフメリニーツィキー将軍は、クリミア・ハン国のタタールと同盟を結んでいたが、1649年のズボーリウと1651年のベレステーチコの決戦場でタタールに裏切られ、クリミアとの同盟を諦めた。1648年末からコサックはオスマン帝国に目を向け、1650年の夏にオスマン帝国へ使節団を派遣し、ウクライナをクリミア・モルドバ・ワラキア・トランシルヴァニアの隣国と同様な形でオスマン帝国の保護国になることを願った。1651年初めにオスマン帝国のメフメト4世は、フメリニーツィキー将軍宛てにウクライナを保護国にする約束状を送り、さらに、1653年5月下旬にフメリニツキーのために保護国の統治者の標章を遣わした。しかし、ウクライナ正教会の聖職者がオスマンの保護を受けることに強く反対し、その上、将軍の子息が独断でオスマン帝国の保護国のワラキアに攻め入ったため、コサックによるオスマンとの外交政策は失敗に終わった。
オスマン帝国との外交と並行してフメリニーツィキーは、ポーランドの宿敵ロシア・ツァーリ国とやり取りを行っていた。1648年5月にロシアはコサックとタタールの来襲を警戒して軍を動員しはじめたが、6月18日にフメリニーツィキーはツァーリ・アレクセイ宛に書状を出し、同盟軍がロシアに侵入しないことを約束し、ポーランドと戦うための援軍を頼んだ。ツァーリは軍の動員を中止したものの、援軍を出さなかった。1649年1月以降、コサック側は頻繁にロシアに援軍を依頼したが、ロシア側はその依頼をつねに却下した。フメリニーツィキーは、ロシア・ツァーリ国の参戦を促すため、コサック軍の軍事的支援の請願が、次第にコサックの自治領域をツァーリの保護下に置くよう求めるという政治的支援の請願に転化していった。1651年2月にロシアの全国議会はポーランドとの平和条約遮断を議決し、1652年3月よりコサックとの同盟を結ぶ方向へゆっくりと動き始めた。1653年6月30日にツァーリは、オスマン帝国がコサックの国家を自分の保護国にすることを恐れ、大急ぎで7月2日にフメリニツキー宛の書状にウクライナをロシアの保護国として受け入れることを約束した。さらに、1653年10月11日にロシアの全国議会は同じ内容の宣告書を可決し、10月13日にヴァシリー・ブトゥルリーンが大使を勤めるロシアの使節団を編成し、ウクライナへ派遣した。11月上旬に使節団はウクライナのプティーウリという国境の町に到着し、そこで1654年初めまで滞在し、ツァーリの保護について会議を行うコサックの長官はペレヤースラウ町で集会の日を待っていた。1月9日に使節はやっとペレヤースラウに招待され、1月16日に帰着したばかりのフメリニーツィキーと会見した。

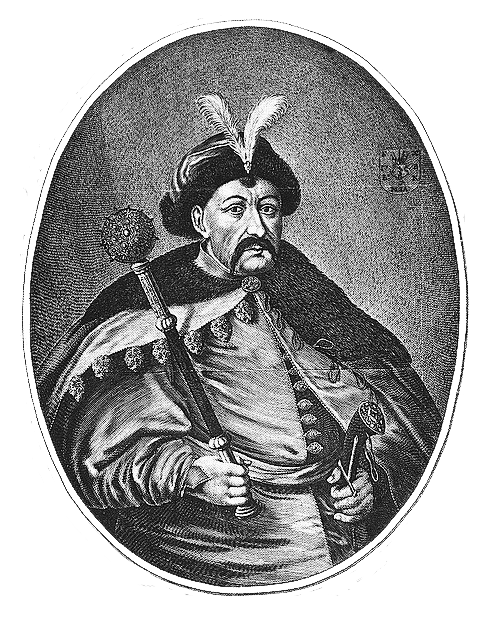
フメリニーツィキー （ウクライナの将軍）
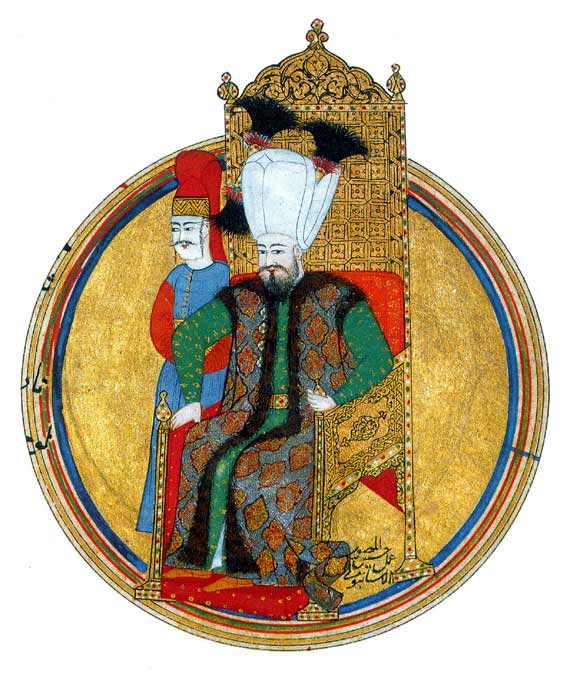
メフメト4世 （オスマン帝国の皇帝）
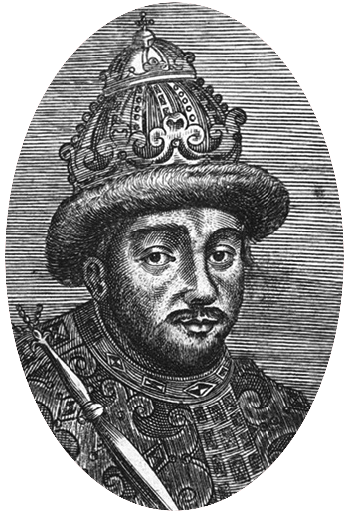
アレクセイ （ロシアのツァーリ）

## 会議
1654年1月17日の土曜日、ウクライナのペレヤースラウにおいて、コサック政府とロシアの使節はロシアへの保護と会議の手続きについて会談を行った。ウクライナ側からフメリニーツィキー将軍、ヴィホーウシキー全軍書記、テテーリャ連隊長が出席し、ロシア側からブトゥルリーン大使が出席した。会談で翌日の日程を決まった。それによると、先ずは、1月8日の朝にコサック政府がロシアのツァーリの保護を受けるか否かについて長官会議を開く。その後、ロシア大使がツァーリからコサックの将軍と政府への勅令を公布する。それが終ったら、ペレヤースラウの大聖堂でコサック政府と長官がツァーリに対し忠節の誓約を立てる、という順番であった。
1月18日、日曜日の朝、フメリニーツィキー将軍と12人のコサック連隊長はロシアの保護についての非公開の長官会議を行った。保護条約の締結に関して全員が合意した。即座に日程の変更が書き込まれ、長官会議だけではなく、コサックの全軍会議を同日の午後2時に開催することが決まった。しかし、突然のことがために、1653年に帰陣したばかりの平コサックとた、ポーランドと接する右岸ウクライナの連隊長と長官が会議に加わることができなかった。
午後2時よりペレヤースラウの全軍会議が開催された。全軍会議だったとはいえ、参加者は約200人しかいなかった。集まったコサックのほとんどは、コサックの長官であった。会議に出席したのは、フメリニーツィキー将軍と彼の側近、ペレヤースラウ連隊、チヒルィーン連隊、チェルカースィ連隊、カーニウ連隊、コールスニ連隊、ビーラ・ツェールクヴァ連隊、キエフ連隊、チエルニーヒウ連隊、ニージン連隊、プルィールキ連隊、ミールホロド連隊、ポルターヴァ連隊の仕官であった。平コサックは10人も満たないほどで、ほとんど出席しなかった。全軍会議の初めにフメリニーツィキーは、コサックに向かって、ポーランドとの戦いの苦しさと、正教のロシアから援助の必要性について説得した。さらに、ツァーリの保護を受けることに賛成かを訊ね、コサック全員は賛成であると承認した。会議が終ると、フメリニーツィキーとコサック長官はロシアの使節団を招き、ブトゥルリーン大使にツァーリからの勅令を読ませた。
会議は稀に見る調和の雰囲気で行われたが、ペレヤースラウ大聖堂でツァーリへの誓約をめぐって問題が生じた。ロシアの使節団はコサックがツァーリに忠節を誓うように請求すると、フメリニーツィキーは驚き、先にロシアの使者がツァーリに代わって「コサックの将軍とコサック軍の全員をポーランド側に出さないことと、コサックの自治権などを侵さないこと」を、ヨーロッパの風習に従って約束するように求めた。それに対してブトゥルリーン大使は、ロシアにおいて君主は部下に誓約を立てないと反発し、コサック側はツァーリの援助が必要しているので、疑いなくツァーリを信用して誓うべきだと主張した。ウクライナとポーランドなどを含む当時のヨーロッパの風習では、主従関係は互いの誓約で成り立っていたが、ロシアにおいては主従関係のありかたが異なっていたので、コサックの誓約に関する問題が生じたわけである。
フメリニーツィキー将軍とコサックの長官は、急に大聖堂を出て、あらたな長官会議を開いた。コサック全員が一方的に誓約したくないことを強調したので、将軍は側近レスニーツィキー連隊長とテテーリャ連隊長をブトゥルリーン大使へ派遣し、誓約に関するウクライナ側の要求を受け入れるように請求した。しかし、ロシアの使節団は要求を再び拒否し、ツァーリはコサックに誓約しないけれども、コサックの伝統と自治を厳守するに違いないと約束した。ウクライナ側は巧みに事を進める良策がなかったので、大聖堂に戻って一方的にツァーリへの忠節と、「町々と領土と共に、ツァーリの御手下に永久にあるよう」と誓約を立てた。ブトゥルリーン大使は、フメリニツキーが率いるコサックにツァーリからの軍旗と標識を渡し、保護儀式が終了した。

## 結果

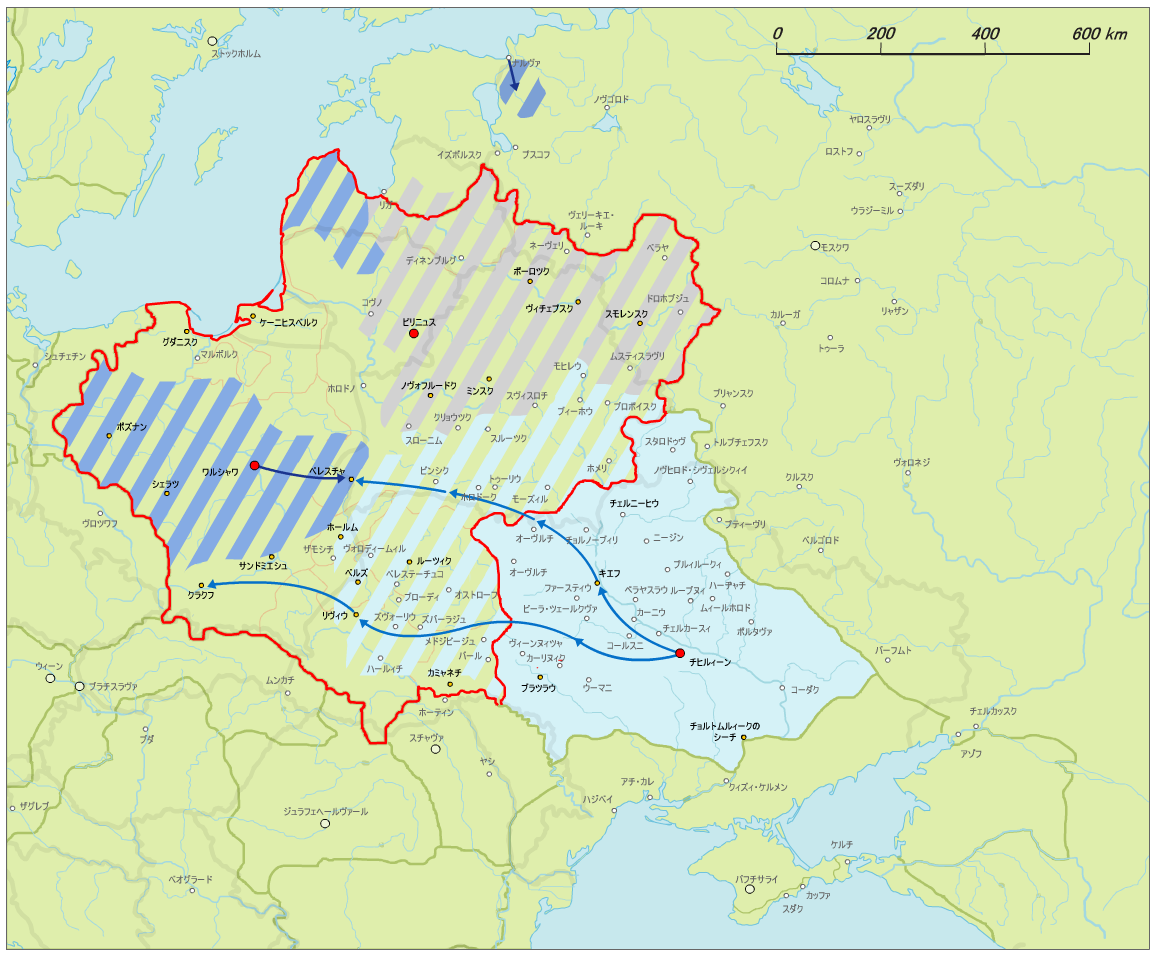
1657年におけるポーランド・リトアニア共和国（赤）とウクライナ（青）、ロシア（灰）、スウェーデン（紺）の領域

ペレヤースラウでの保護儀式の後、ロシアの使者はコサックの17の連隊とウクライナの町々へ出発し、1654年1月から2月にかけて12万7千人をツァーリへの忠節を誓約させた。誓約を立てるのを否定したのは、キエフ府主教を初めウクライナ正教会の最高聖職者、ペレヤースラウ・キエフ・チョルノーブィリの町人、ウーマニ連隊、ブラーツラウ連隊、ポルタヴァ連隊とクロプィーウニャ連隊のコサックと長官であった。さらに、ザポロージャのシーチも長い間誓約を避けていた。しかし、全体としてウクライナの住民は、ペレヤースラウ条約の締結が戦争を拡大するための用法であることを忘れて、ロシアの保護国になることによって平和な時代が来ると期待され、挙って誓約を立てた。
1654年の春、ロシアがウクライナ・ポーランド戦争に介入し、ロシア・ポーランド戦争が始まった。4万人のロシア・ツァーリ国軍と、1万8千人のコサック軍と連携して、ベラルーシ地方に攻め入り、ポロツク、ヴィテブスク、スモレンスクを占領した。この戦争中にコサック軍は自力で南ベラルーシを征服し、コサック国家の連隊行政制を当地に設置したが、ロシアが南ベラルーシをロシアに譲るように要求し、ウクライナとロシアの間に領土問題が生じた。1655年1月中旬、ロシアの2万人の援軍にウクライナにいるフメリニーツィキーのもとへ遅れて到着したが、ポーランドとの戦いにおいて勝負が着かなかった。1655年の夏、ロシアがポーランドに攻め入ったことをきっかけに、スウェーデンがポーランドに宣戦し、7月にポーランドへ乱入した。スウェーデン側と連携を取りながら、フメリニーツィキーのコサック軍と彼に従属していたロシア援軍はガリツィア地方に進攻した。
対ポーランドの戦争が成功すればするほど、ウクライナ・スウェーデン・ロシアとの間に対立が強くなった。フメリニーツィキーはウクライナ人が居住する全地域をコサック国家の支配下に置こうとしたが、スウェーデン側は西ウクライナのガリツィア地方を自国領にするつもりであったため、コサックの要求を却下した。また、南ベラルーシには実際にコサックの連隊行政制が設置されていたにもかかわらず、ロシア側は当地方がロシアのものであると主張した。そんな中、ロシアはスウェーデンの強化を警戒して1656年5月にスウェーデンへ戦争宣告した。そして、10月にヴィリニュスでポーランドと単独講和条約を結んだ。それを知ったフメリニーツィキーはロシアの保護から離れることを決意し、11月に一方的にトランシルヴァニア、ワラキア、モルドバ、オーストリア、クリミア、オスマン帝国と外交関係を復活させ、スウェーデンと同盟条約を結び、ポーランドと戦うためにスウェーデン軍へ2万人の援軍を遣わした。
しかし、ロシアとの国交を絶つには時勢が不利であった。フメリニーツィキーは重い病にかかり、コサック内部には親ロシア派、親ポーランド派、親オスマン派などの派閥ができ、ウクライナ国内は十分に統一されていなかった。こうして、ウクライナが敵意を抱く勢力に囲まれていく中、同年8月6日にフメリニーツィキーが死去し、コサック長官たちの不和が顕在化し、隣国に操れてお互いに戦をし始めた。17世紀後半から18世紀前半にかけて続いたウクライナの内戦では、親ロシア派のコサックのみが自治国家として存続することができた。しかし、18世紀末に他のコサック派閥が隣国に滅ぼされると、ロシア帝国は親ロシア派のコサック国家を廃止してウクライナを併合された。

## 評価
研究史における会議の評価はバラバラである。ロシア帝国時代にこの会議は「ロシアによるウクライナ併合」と解釈され、ロシア帝国の構築において最も重大な出来事の一つと見なされた。ソ連時代の歴史学者は同様な見解を示し、この会議を「ロシアとウクライナの両国民が常にめざした、兄のロシアと弟のウクライナの再結合」として位置づけた。現在のロシアの歴史学の学界と、ロシアの学校教育においても、1654年のペレヤースラウ会議は「ロシアとウクライナとの再結合」として紹介されている。
一方、ウクライナ国内では、ロシア側の解釈に対して否定的である。ウクライナの学者によると、ペレヤースラウ会議はウクライナが「常にめざした再結合」ではなく、ポーランドを打ち倒すためのロシアとの一時的な軍事同盟だったという。独立したばかりのコサックは「ポーランド隷属」を「ロシア隷属」に代えるつもりはなかったはずである。ウクライナの歴史家は、1656年にロシアがポーランドと講和してウクライナとの同盟に反したとき、フメリニーツィキーがロシアと手を切り、スウェーデンと同盟を結ぶことにしたことと強調している。さらに、フメリニーツィキーの跡継者も18世紀にかけて他国と結んでロシアと戦ったり、ロシアによるウクライナの自治の縮小に反発したりしたことがあるので、ペレヤースラウ会議の時点でウクライナがロシアに併合されなかったことを指摘している。

## 関連記事
- ウクライナとロシアの関係
- ペラヤースラウ会議 (1659年)